# Управление по налоговым и таможенным сборам Великобритании
Управление по налоговым и таможенным сборам Его Величества (англ. His Majesty's Revenue and Customs (HM Revenue and Customs or HMRC)); другой вариант перевода названия — Служба доходов и таможни Его Величества) — независимый (не подчинённый какому-либо министерству) департамент правительства Соединённого Королевства, ответственный за сбор налогов, уплату некоторых форм правительственной поддержки и управление регулированием нормативно-правового режима, включая определение размера минимальной заработной платы и выдачу номеров национального страхования.
Управление было образовано в результате слияния служб налоговых сборов и таможенных пошлин Её Величества, которое вступили в силу 18 апреля 2005 года. Логотип департамента — корона Святого Эдуарда, заключённая в круг.

## Обязанность ведомства
Департамент отвечает за администрирование и сбор прямых налогов, включая подоходный налог, налог на прибыль, налог на прирост капитала и налог на наследство, а также косвенных налогов, в том числе налог на добавленную стоимость, акцизные сборы и гербовый сбор, и экологические налоги, такие как авиасборы и сбор за изменение климата. Другим направлением функции департамента является сбор взносов в Фонд национального страхования (англ. National Insurance Contributions, NIC), распределение пособий на детей и некоторые другие формы государственной поддержки, в том числе Целевой фонд для детей, выплаты налоговых льгот, обеспечения соблюдения выплаты минимальной заработной платы в стране, борьба с отмыванием денег компаниями, оказывающими финансовые услуги, а также сбор и публикация статистики торговли товарами. Ответственность за охрану границ Великобритании перешла 1 апреля 2008 года пограничному агентству в Министерстве внутренних дел Великобритании, а затем к пограничным силам Великобритании и Национальному агентству по борьбе с преступностью в 2013 году.
У HMRC были две основные задачи Соглашения о государственной службе на период 2008–2011 гг .:
- Усовершенствовать систему, в которой физические и юридические лица платят налог, подлежащий уплате, и получают кредиты и платежи, на которые они имеют право;
- Улучшить обслуживание клиентов HMRC и улучшить бизнес-среду в Великобритании.
HMRC имеет дело с 2000 крупными предприятиями через CRM (менеджеры по работе с клиентами). С последующие 8 400 бизнесами вопросы решаются через единый координационный центр по работе с клиентами совместно с HMRC.

## Полномочия сотрудников
HMRC — это правоохранительный орган, в котором работают профессиональные следователи по уголовным делам (ок. 2000), занимающиеся расследованием тяжких организованных финансовых преступлений. Это включает в себя все предыдущие криминальные работы HMCE (за исключением незаконного оборота наркотиков, завершенные до 2008 года), такие как контрабанда табака, алкоголя, и контрабанда нефти. Они согласовали прежние обязанности по таможенным и налоговым сборам с целью противодействия предыдущим уголовным преступлениям в сфере внутренних доходов. Они несут ответственность за изъятие (или предотвращение потери) дохода Правительства Ее Величества в миллиардах украденных фунтов. Их навыки и ресурсы включают в полном объеме интуитивный и скрытый надзор, помимо этого, они являются главным партнером в Совете по борьбе с организованной преступностью.
Сотрудники уголовного розыска HMRC обладают широкими полномочиями на арест, проникновение, обыск и задержание. Основное полномочие заключается в том, чтобы задерживать любого, кто совершил или в случае, если у сотрудника имеются разумные основания подозревать любого в совершении преступления в соответствии с Законами о таможенных и налоговых сборах, а также связанные с этим мошеннические преступления.
30 июня 2006 года под руководством нового министра внутренних дел Джона Рейда HMRC были переданы обширные новые полномочия. Под председательством сэра Дэвида Варни была создана новая группа по уголовным налогам, которая состояла из профессиональных следователей по налоговым сборам, с целью преследования предполагаемых мошенников и преступные группировки. Препятствовать и пресекать преступную деятельность. HMRC/CTU будет преследовать подозреваемых так же, как когда-то Служба внутренних доходов США обнаружила Аль Капоне в связи с уклонением от уплаты налогов. Данные конкретные полномочия включали возможность назначать штрафы без необходимости доказывать вину подозреваемых преступников; дополнительные полномочия позволили использовать современные методы наблюдения и впервые иметь такие же возможности для наблюдения за подозреваемыми и их ареста, что и у сотрудников таможни. 19 июля 2006 года исполнительный председатель HMRC сэр Дэвид Варни подал в отставку.
HMRC также включен в перечень британского правительства, который способствует сбору, анализу и оценке разведданных. Дела об уголовном преследовании могут быть согласованы с полицией или Королевской прокуратурой.

## История

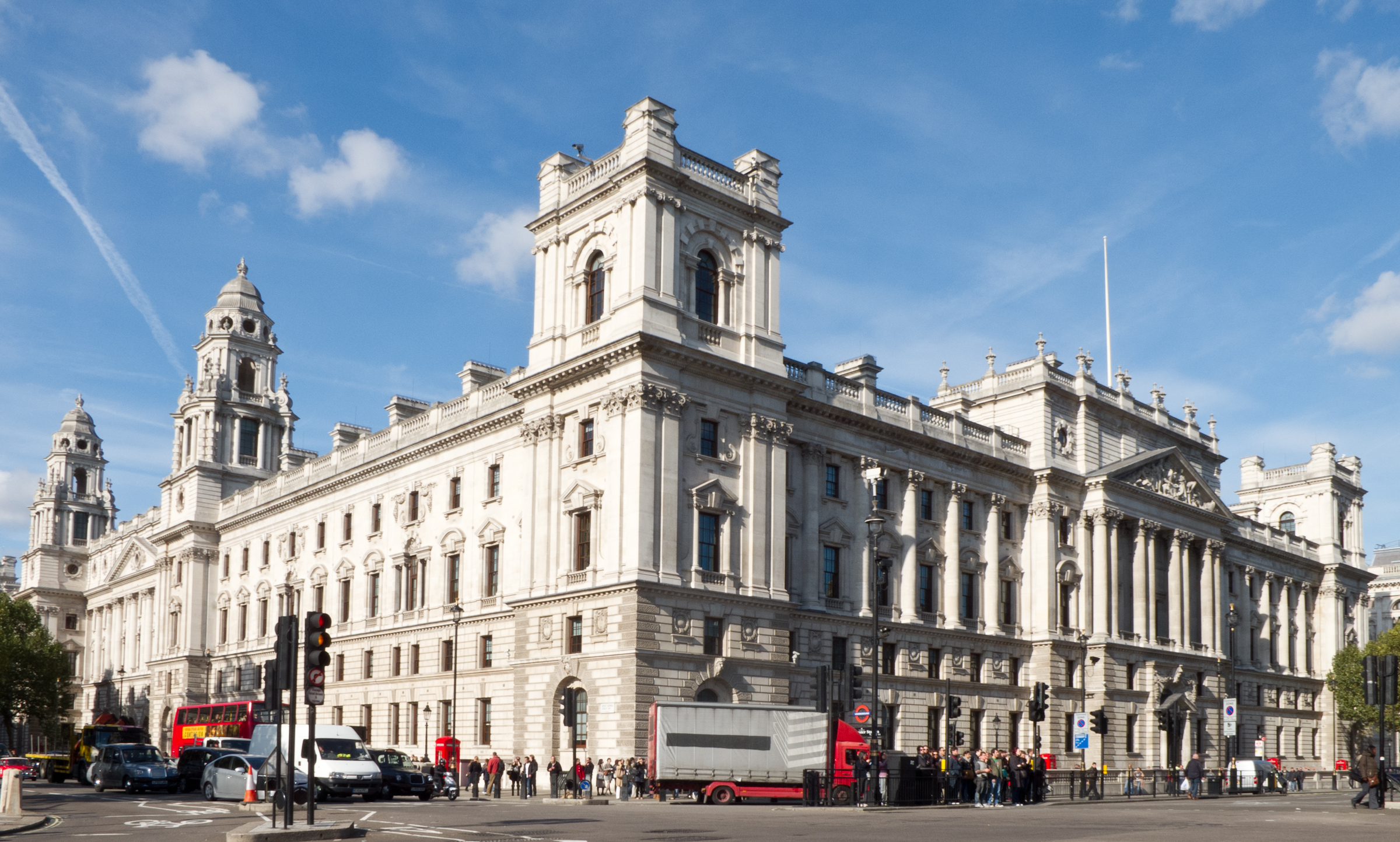
Штаб-квартира находится на Парламент-стрит, Вестминстер

17 марта 2004 года к тому времени канцлер казначейства Гордон Браун по бюджету заявил о слиянии управлений по налоговым сборам и таможенным пошлинам. 9 мая 2004 года было объявлено название нового департамента и имя его первого исполнительного председателя Дэвида Варни. В сентябре 2004 года Варни приступил к своим обязанностям во вновь созданном отделе, а с 21 ноября 2004 года начали переезжать сотрудники из Сомерсет-Хауса и Нью-Кингс-Бим-Хауса в новое здание штаб-квартиры HMRC на 100 Парламент-стрит в Уайтхолле.

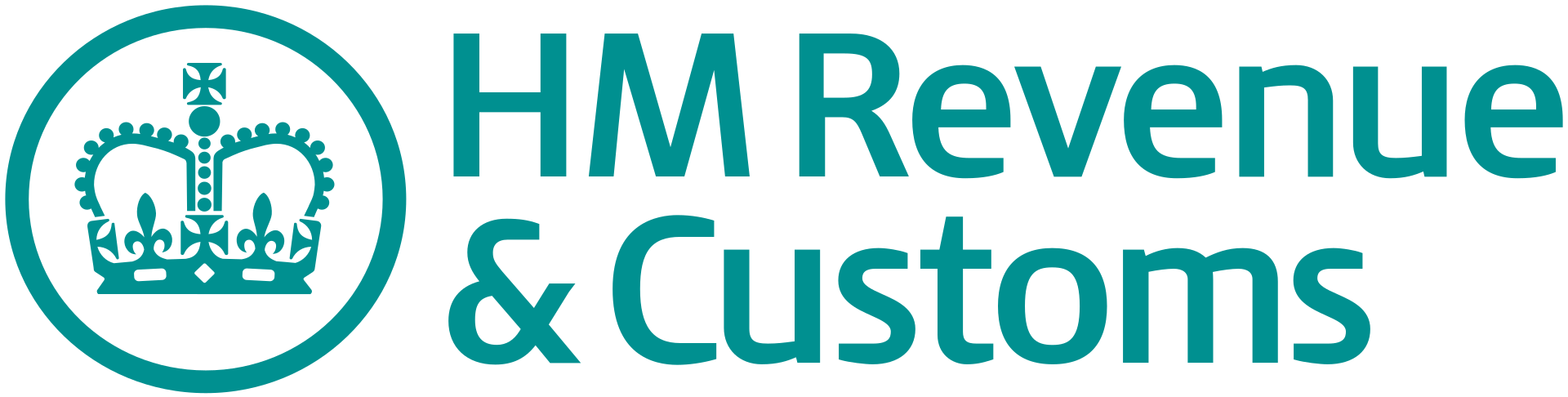
Логотип HRMC до 2013 г.

Запланированный новый департамент был официально представлен королевой в 2004 году, а 24 сентября 2004 года был внесен в палату общин законопроект и согласован королевой об уполномоченных по налоговым и таможенным сборам в качестве Закона об уполномоченных по налоговым и таможенным сборам. В соответствии с Законом 7 апреля 2005 года создается также Служба налогового и таможенного преследования (англ. Revenue and Customs Prosecutions Office, RCPO), ответственная за уголовное преследование по всем налоговым и таможенным делам.
Прежние отделы по налоговым, таможенным сборам и акцизам имели очень разные исторические основы, внутренний порядок и юридические полномочия. Газета Financial Times от 9 июля 2004 года описала слияние как «спаривание терьера C & E с IR-ретривером». В течение переходного периода сотрудники HMRC были наделены правом использовать уже имеющиеся методы сбора налогов (таких как подоходный налог, гербовый сбор и налоговые льготы), и прежние таможенные полномочия по сбору таможенных сборов и акцизов (таких как налог на добавленную стоимость и акцизы). Однако, основной перечень полномочий, необходимых для HMRC, был представлен 9 декабря 2004 года в Предварительном бюджетном отчете за 2004 год, в котором рассматривались вопросы о целесообразности существующих полномочий, а также новые полномочия, которые могут потребоваться, объединение существующего порядка отчетности и обеспечения соблюдения за дополнительными сборами, процентами, штрафами и жалобами, которые в дальнейшем приведут к единому порядку контроля за всеми видами налоговых сборов Великобритании. После утверждения 24 марта 2005 года бюджета 2005 года был опубликован консультационный документ. Законопроект о введении новых информационных и инспекционных полномочий был включен в Закон о финансах 2008 года (Приложение 36). Новый режим единого налогообложения был введен Законом о финансах 2007 года (Приложение 24).
В рамках Обзора расходов, проведенного 12 июля 2004 года, Гордон Браун подсчитал, что в результате слияния к марту 2008 года будут потеряны 12 500 рабочих мест, что составляет около 14% от общей численности сотрудников таможни (около 23 000) и внутренних доходов (около 68 000). Помимо этого, 2500 сотрудников будут переведены на «передний край борьбы». По оценкам, это позволит сэкономить на персонале около 300 миллионов фунтов стерлингов расходов из общего годового бюджета в 4 миллиарда фунтов.
Общее количество потерь рабочих мест было за счет работников, выполнявших в бывших налоговых и таможенных органах стратегические функции, и они переместились в казначейство, в результате казначейство стало ответственным за «разработку стратегии налоговой политики», а HMRC взял на себя ответственность за «поддержание стратегической политики». Кроме того, некоторые следственные функции были переданы новому агентству по борьбе с тяжкими преступлениями и организованной преступностью, а уголовные преследования - в новую налоговую и таможенную прокуратуру.
16 ноября 2006 года было объявлено о новой программе сокращения рабочих мест и закрытии офисов. Некоторые офисы были закрыты в крупных городах, где уже расположены другие офисы, многие находились в местных сельских районах, где больше нет присутствия HMRC. Первоначально предложения указывали, что до 200 офисов будут закрыты и с 2008 по 2011 год еще 12 500 рабочих мест будут потеряны. Из 11 опрошенных государственных ведомств в мае 2009 г., моральный дух сотрудников в HMRC, был самым низким.
В 2013 году HMRC начала вводить обновление системы PAYE (англ. pay-as-you-earn tax, PAYE), которая позволяла получать от работодателей информацию о налогах и доходах работников каждый месяц, а не в конце налогового года. Испытание новой системы началось в апреле 2012 года, а к октябрю 2013 года все работодатели перешли к новой системе.
В 2012 году была сформирована налоговая служба в Шотландии, а 1 апреля 2015 года HMRC взяла на себя ответственность за сбор налогов в Шотландии. В 2015 году было сформировано налоговое управление Уэльса, а 1 апреля 2018 года HMRC взяла на себя ответственность за сбор налогов в Уэльсе.
12 ноября 2015 года HMRC предложила заменить к 2027 году местные офисы с 13 региональными центрами.

## Структура управления
Совет состоит из членов Исполнительного комитета и неисполнительных директоров. Его основная роль заключается в разработке и утверждении общей стратегии HMRC, утверждении окончательных бизнес-планов и консультировании главного исполнительного директора по ключевым назначениям. Он также выполняет обязанности по обеспечению и дает рекомендации по использованию передовой практики.
Министром финансов, ответственным за деятельность HMRC, является финансовый секретарь казначейства, член парламента Люси Фрейзер.

## Исполнительный директор
Главный исполнительный директор также является постоянным секретарем HMRC и сотрудником по бухгалтерскому учету.
- Госпожа Лесли Страти 2008 - 2011
- Госпожа Лин Гомер 2012 - 2016[19]
- Сэр Джон Томпсон 2016 - 2019[20]
- Джим Харра 2019 - настоящее время [21]

## Председатель
Председатель HMRC выполнял исполнительную должность до 2008 года. Майк Класпер занимал должность неисполнительного председателя. 
С августа 2012 года эта должность была упразднена советом директоров, и вместо этого были проведены заседания под председательством «ведущего неисполнительного директора»: 
- Сэр Дэвид Варни апрель 2005 - август 2006
- Пол Грей (исполняющий обязанности) сентябрь 2006 г. - февраль 2007 г. и (подтверждено) февраль 2007 г. - ноябрь 2007 г.

- Дейв Хартнетт CB (исполняющий обязанности) 2007– 31 июля 2008

- Майк Класпер CBE 1 августа 2008 г. - 1 августа 2012 г.

Исполнительный председатель и постоянный секретарь:
- Сэр Эдвард Труп апрель 2016 - январь 2018[22]

## Неисполнительные члены совета
Неисполнительные члены совета директоров по состоянию на ноябрь 2019 года:
- Мервин Уокер (ведущий неисполнительный директор)

- Майкл Сердечный

- Саймон Рикеттс

- Алиса Мейнард

- Джульетт Скотт

- Пол Мортон

- Патриция Галлан

Персонал
- Постоянный секретарь

- Генеральный директор

- Директор

- Заместитель директора

- Специалист 6 разряда

- Специалист 7 разряда

- Старший офицер

- Старший офицер

- Сотрудник

- Помощник сотрудника

- Административный помощник

Источник:
См. Система классификации в подробностях государственной службы Ее Величества.
| Звания                 | Младший Офицер | Офицер  | Старший Офицер              | Офицер Высшего командования |
| Полицейский эквивалент | Констебль      | Сержант | Инспектор Главный Инспектор | Суперинтендант              |
| Знак                   |                |         |                             |                             |

## Деятельность

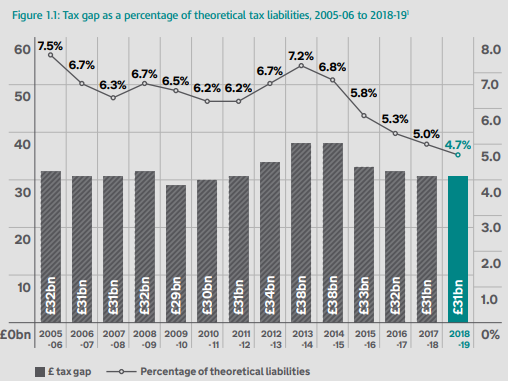
HMRC оценил налоговые разрывы 2005/6-2014/5 (разница между суммой налога, которая теоретически должна собираться HMRC, по сравнению с фактической суммой налога).

HMRC собрала для казначейства в 2016/17 году 557 миллиардов фунтов стерлингов. По оценкам, общие теоретические налоговые обязательства в этот год составляли 590 млрд. фунтов стерлингов, однако 33 млрд. фунтов стерлингов не были собраны из-за "недополучения налогов", который состоит из денег, утерянных в результате уклонения от уплаты налогов, ошибок и неоплаченных налоговых долгов. Это соответствует уровню сбора 94,3% (по сравнению с 92,7 в 2005-2006 г.г.). В конце марта 2009 года HMRC управлял 20 миллионами «открытых» дел (в департаменте были выявлены расхождения в отчетах налогоплательщиков, или же невозможность восстановления отчета), что может затронуть около 4,5 миллионов человек, которые возможно переплатили в общей сложности около 1,6 млрд фунтов стерлингов, и еще 1,5 млн. человек, которые, возможно, недоплатили в общей сложности около 400 млн. фунтов стерлингов.
В 2007–2008 годах HMRC переплатила налоговые льготы на сумму 1 млрд фунтов стерлингов; в конце марта 2009 года HMRC пришлось возвратить перерасход средств в размере 4,4 млрд фунтов стерлингов.

## Разногласия

### Ненадлежащее хранение записей о пособиях на детей
Основная статья: 2007 г. - Неправильное хранение данных по пособиям на ребенка в Великобритании
20 ноября 2007 года канцлер казначейства Алистер Дарлинг объявил, что пропали без вести два диска с личными данными всех семей в Соединенном Королевстве, в которых содержались данные о пособиях на ребенка. Предположительно, что это затронет около 25 миллионов человек и 7,5 миллионов семей в Великобритании. В пропавших дисках содержатся личные данные, такие как имя, дата рождения, номер государственного страхования и банковские реквизиты.
Тогдашний канцлер заявил, что нет никаких свидетельств того, что подробные сведения попали в руки преступников.

### ИТ проблемы
Электронная система данных (ЭСД) (англ. Electronic Data Systems (EDS)  управляла налоговой системой и системой национального страхования внутренних доходов с 1994 по 2004 год. В 2003 году запуск новой системы налоговых льгот привел к переплате суммы в 2 миллиарда фунтов стерлингов более чем двум миллионам человек.Позднее ЭДС выплатила 71,25 млн фунтов стерлингов в качестве компенсации за допущенные ошибки. В 2004 году контракт был заключен с Capgemini. Этот контракт, также с Fujitsu и BT, был одним из крупнейших когда-либо заключенных контрактов по IT-аутсорсинг на сумму 2,6 млрд фунтов стерлингов.
В феврале 2010 года HMRC столкнулся с проблемами после реализации своей программы модернизации налогов, названной «Модернизация процессов оплаты для клиентов по мере поступления» (MPPC) (англ.Modernising Pay-as-you-Earn Processes for Customers (MPPC). IT-система была запущена в июне 2009 года, и ее первый настоящий тест прошел в период, известный как ежегодное кодирование. Ежегодное кодирование выдает  налогоплательщикам определенные коды на ежегодной основе.   Ежегодный процесс кодирования отправлял неправильные уведомления о кодировании налогов некоторым налогоплательщикам и их работодателям, что означало, что в следующем году они будут платить слишком много налогов.

### Недоплаты заявителям из числа этнических меньшинств
В августе 2010 года семь сотрудников HMRC были уволены за преднамеренную недоплату пособий заявителям из числа этнических меньшинств. Дейв Хартнетт, постоянный секретарь по налогам в HMRC, сказал, что департамент проводит политику абсолютной нетерпимости в отношении расовой дискриминации. 

### Сделка Goldman Sachs и наблюдение за Оситой Мба
Информатор Осита Мба сообщил The Guardian, что HMRC заключила сделку с Goldman Sachs, которая позволила Goldman Sachs избежать уплаты процентов в размере 10 миллионов фунтов стерлингов по невыплаченному налогу. После этого HMRC использовал полномочия в соответствии с Законом о полномочиях на проведение расследований (RIPA) «для проверки вещей, электронных писем, записей поиска в Интернете и телефонных звонков их собственного адвоката Оситы Мба, и телефонных записей его тогдашней жены», чтобы выяснить, мог ли он говорить с редактором The Guardian, Дэвид Ли.
Депутаты в комитете по общественным счетам Палаты общин похвалили Оситу Мба и призвали внимательно изучить использование полномочий RIPA в HMRC. В отчете говорится: «Мы глубоко разочарованы тем, как HMRC обращается с информаторами. Мы считаем, что использование HMRC полномочий, зарезервированных для борьбы с серьезными преступниками против г-на Оситы Мба, было неоправданным. HMRC сказал нам, что он изменил свое отношение к информаторам и что теперь он предоставит информацию своему комитету по аудиту и рискам, который может использовать это для проверки того, как HMRC обращается с информаторами ".

### Время ожидания звонка
В сентябре 2015 года в отчете Citizens Advice было отмечено среди звонящих абонентов в HMRC разочарование из-за длительного времени ожидания. В отчете утверждается, что «тысячи» абонентов ждали в среднем 47 минут, чтобы получить ответ на их звонок, часто с большими затратами для абонента. HMRC утверждал, что «ненаучный и устаревший опрос твитов» не «представляет реальную картину», но в то же время было сказано, что для ответа на звонки было привлечено 3000 дополнительных сотрудников. В отчете Госконтроля за июнь 2015 года указывалось, что общее количество вызовов, на которые ответил HMRC, снизилось с 79% в 2013–14 годах до 72,5% в 2014–15 годах, однако в последующем отчете в мае 2016 года указывалось, что после набора персонала производительность улучшилась.